# Jiří Kratochvil

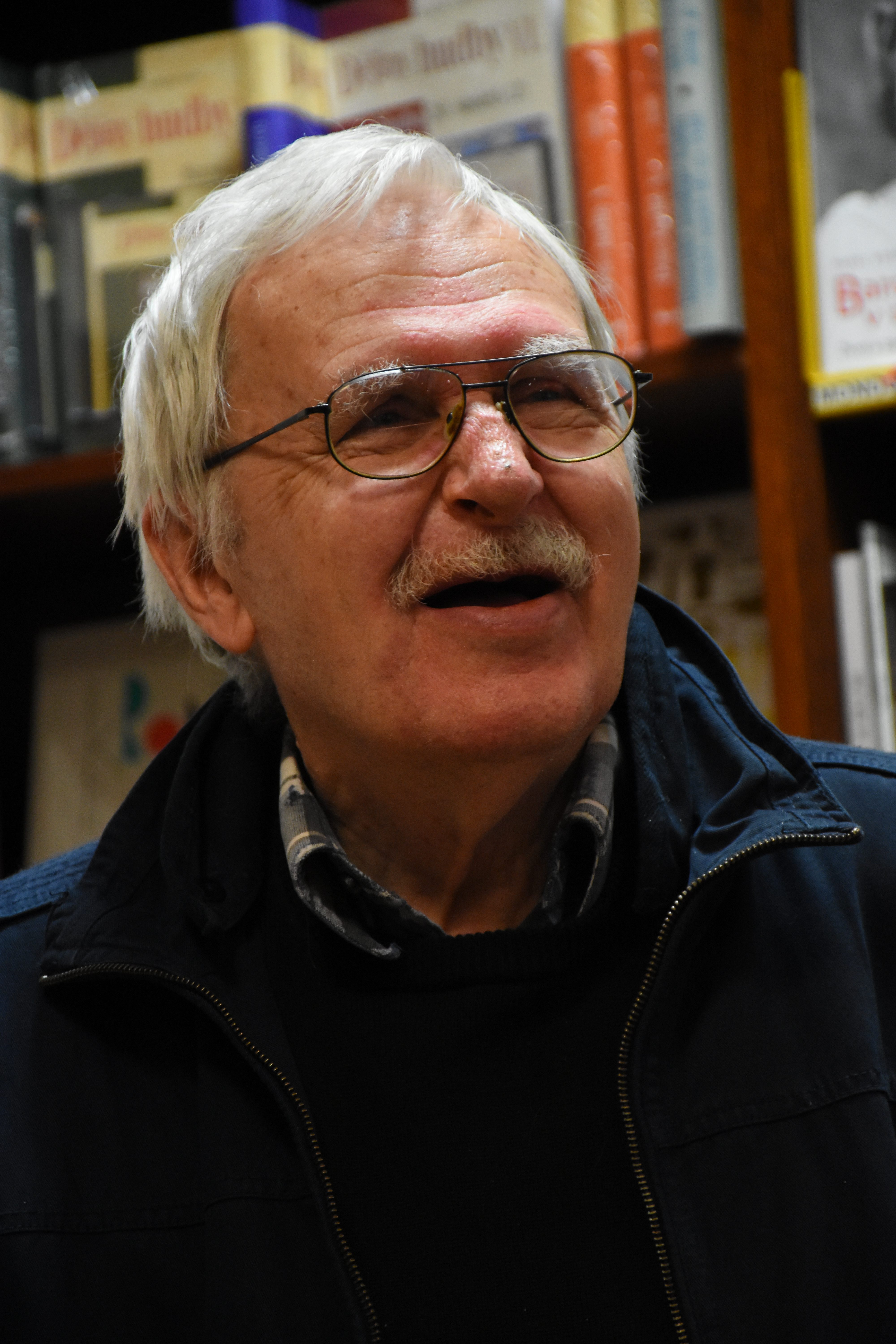
Kratochvil (2017)

Jiří Kratochvil (Brno, 4 januari 1940) is een Tsjechisch schrijver. In 1999 kreeg hij de Jaroslav Seifert-prijs.

## Leven
Deze zoon van Russische migranten leeft in Brno, waar de meeste van zijn romans ook gesitueerd zijn. Na zijn studies in Brno, begon hij midden de jaren 1960 te publiceren. Tussen 1968 en 1989 werden zijn werken verboden, zoals bij tal van Tsjechische schrijvers. Zijn werken waren toen alleen ondergronds beschikbaar. Hij werkte intussen als kraandrijver, stoker en bibliothecaris.
Na de Fluwelen Revolutie verscheen De berenroman. Als eerste Tsjechische auteur benutte Kratochvil zich van postmoderne verhaaltechnieken.
Hij kreeg in de jaren negentig officiële erkenning en werd beloond met vele literaire prijzen, inclusief de allerhoogste onderscheiding de Jaroslav Seifert-prijs en de Britse Tom Stoppard-prijs.
Kratochvil is naast romanschrijver ook theaterauteur, essayist en hoorspelschrijver.

## Werk (selectie)
- Medvědí román (1990; "De berenroman")
- Truchlivý Bůh (2000) vertaald als "Een bedroefde God" uitgegeven in 2019 bij Kleine Uil (vertaald door Tieske Slim)
- Brněnské povídky (2007; "Verhalen uit Brno"). De novelle "Dame de Coeur" werd uitgegeven in 2009 bij Voetnoot (vertaald door Irma Pieper)
- Slib (2009; "De belofte")
- Druhé Město; "De andere stad" Bekroond met de Tsjechische Staatsprijs voor Literatuur.[3]